# Konstantin Schmidt von Knobelsdorf
Konstantin Heinrich Schmidt von Knobelsdorf (13. december 1860 i Frankfurt (Oder) – 1. september 1936) var en preussisk general i 1. verdenskrig.

## Biografi
Schmidt von Knobelsdorf indledte sin officersuddannelse i den preussiske armé i 1878. I 1901 blev han bataljonskommandant, 1904 stabschef for 10. armékorps og 1908 kommandant for 4. garderegiment. I 1911 blev han forfremmet til generalmajor og blev stabschef for gardekorpset. I 1912 blev han kvartermester i den store generalstab og stedfortrædende generalstabschef. I 1914 blev han udnævnt til generalløjtnant. 
Ved 1. verdenskrigs udbrud var han stabschef for 5. armé, som var under kommando af 
kronprins Wilhelm, men det var uformelt Schmidt von Knobelsdorf, som ledede en under slaget ved Verdun i 1916. Under slaget kom det til uenighed mellem kronprinsen og generalen. Den 21. august 1916 blev Schmidt von Knobelsdorf belønnet for sin indsats i slaget med egeløv til den Pour le Mérite orden, som han havde modtaget den 17. oktober 1915..
Den 21. august 1916 fik han overdraget kommandoen over 10. armékorps, som var indsat i Elsass, og den beholdt han i resten af krigen. Schmidt von Knobelsdorf blev pensioneret den 30. september 1919.